# NGC 5647
NGC 5647 (również PGC 51843 lub UGC 9329) – galaktyka spiralna (Sa), znajdująca się w gwiazdozbiorze Wolarza. Odkrył ją Édouard Jean-Marie Stephan 11 czerwca 1880 roku.